# ヴィッラリッカ
ヴィッラリッカ（イタリア語: Villaricca）は、イタリア共和国カンパニア州ナポリ県にある、人口約3万1000人の基礎自治体（コムーネ）。

## 地理

### 位置・広がり
ナポリ中心部から北西へ10kmの距離にある。

#### 隣接コムーネ
隣接するコムーネは以下の通り。
- カルヴィッツァーノ
- ジュリアーノ・イン・カンパーニア
- マラーノ・ディ・ナーポリ
- ムニャーノ・ディ・ナーポリ
- クアリアーノ
- クアルト